# Red Star OS
 Der er for få eller ingen kildehenvisninger i denne artikel, hvilket er et problem. Du kan hjælpe ved at angive troværdige kilder til de påstande, som fremføres i artiklen.

Red Star OS er navnet på et Linux-baseret styresystem som bruges i Nordkorea. Systemet blev udviklet på Kim Il-Sung Universitetet i 2002 af en russisk IT-student. Den seneste version 2.0. er fra 2010 og er efter sigende yderst moderne og bestemt fulgt med styresystemer i Vesten. 
Systemet kan bruges til netsøgning, video-streaming, internetchat samt spil. Desuden indeholder det også et skrive program. Dog skal det nævnes at Nordkorea har deres eget interne krypterede internet, som ikke er forbundet med resten af verdens internet. En undtagelse er på universiteterne i Nordkorea, hvor der også er adgang til verdens internet, her er der dog pålagt streng censur. Nordkoreas regering udtaler at det er for at beskytte folket mod misinformation og imperialistisk propaganda, derfor har folket i helhed mulighed for at kommunikere med hinanden over deres eget interne internet, men ikke med folk i andre lande.